# Mano Khalil

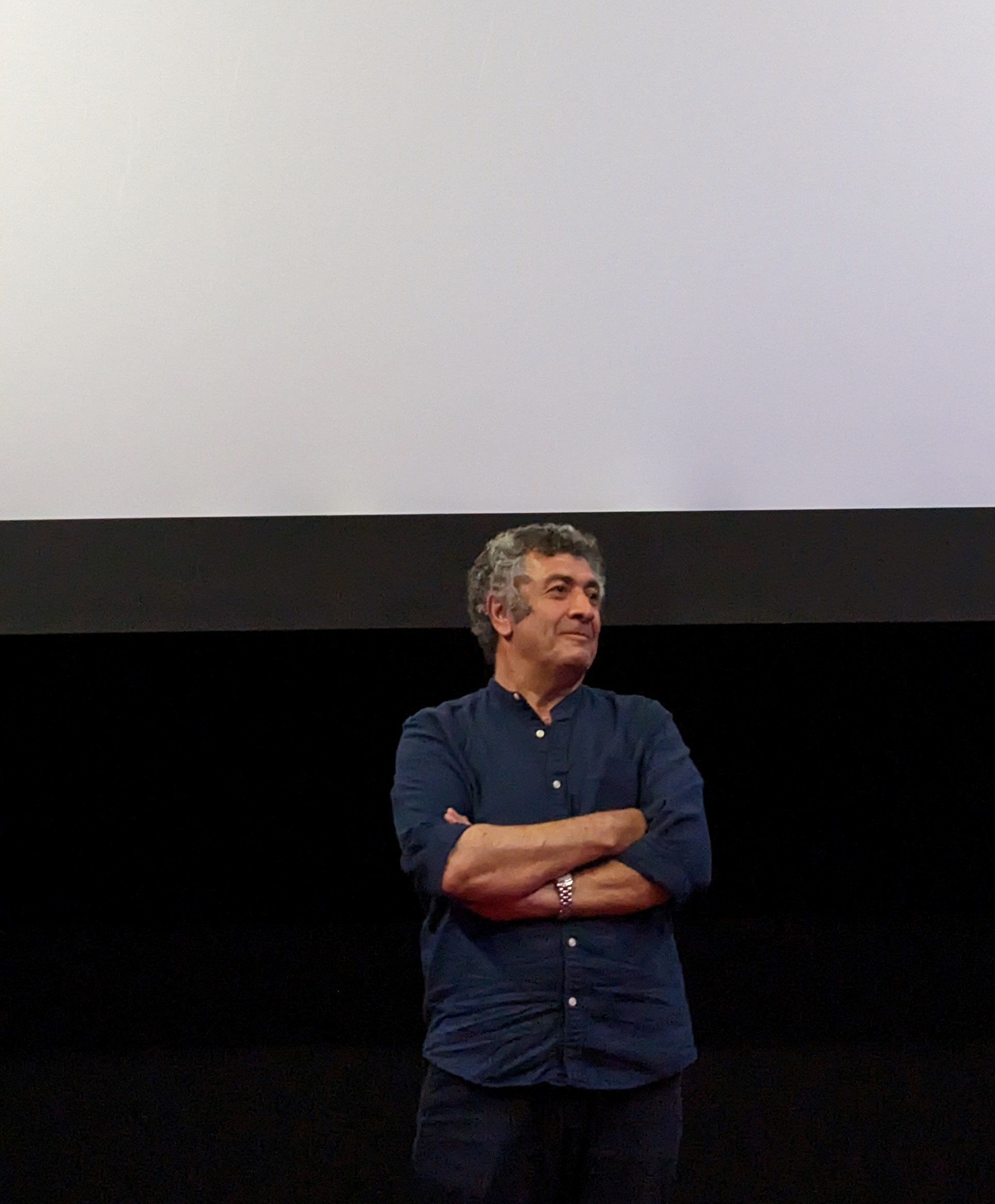
Mano Khalil (2023)

Mano Khalil (* 1964 in Qamishli, Syrien) ist ein schweizerisch-kurdischer Drehbuchautor, Regisseur und Produzent.
Khali studierte von 1981 bis 1986 in Damaskus Rechtswissenschaft und Geschichte sowie von 1987 bis 1994 Regie an der Film- und Fernsehfakultät der Akademie der Musischen Künste in der Tschechoslowakei. Danach arbeitete er als freier Mitarbeiter für das tschechische und auch das slowakische Fernsehen. Seit 1996 lebt er in der Schweiz. 2012 gründete er die Firma Frame Film GmbH.
Mano Khalil lebt und arbeitet in der Schweiz.

## Filmografie
- 1988 Oh world!, 16 mm, 11 Min., Kurzspielfilm
- 1989 My pain, My hope, 16 mm, 15 Min., Kurzspielfilm
- 1990 Embassy, 16 mm, 22 Min., Kurzspielfilm
- 1991 Oh father, 35 mm, 21 Min., Kurzspielfilm
- 1992 My God, 16 mm, 20 Min., Dokumentarfilm und Fiktion, Tschechisches Fernsehen
- 1992 Where god sleeps!, 16 mm, 30 Min.[3]
- 1995 Kino eye, 16 mm, 20 Min., Slowakisches Fernsehen.
- 1998 Triumph of Iron, Beta SP, 31 Min.[4]
- 2004 Bunte Träume[5]
- 2005 Al-Anfal „Im Namen von Allah, Baath und Saddam“, Dokumentarfilm, Schweizer Fernsehen[6]
- 2007 David der Tolhildan, 54 Min.[7]
- 2009 Mein Kerker, mein Haus, Dokumentarfilm, 33 Min.[8]
- 2010 Unser Garten Eden, Dokumentarfilm[9][10]
- 2013 Der Imker, Dokumentarfilm[11]
- 2016 Die Schwalbe, Spielfilm, 102 Min.[12]
- 2018 Hafis & Mara, Dokumentarfilm, 88 Min.
- 2021 Nachbarn, Spielfilm, 124 Min.

## Auszeichnungen
- Filmkunstfest Mecklenburg-Vorpommern Der Leo für Nachbarn (2022)
- Der Neue Heimatfilm 2018 Würdigungspreis der Stadt Freistadt. (2017)
- Kurdistan Int. Filmfestival Preis für den besten Film für  Die Schwalbe (2017)
- Duhok Int. Filmfestival Preis der Stadt Duhok für den besten Kurdischen Film für  Die Schwalbe (2016)
- Die Schwalbe. Microcosmos Preis Lessinia Int. Filmfestival 2016
- Die Schwalbe. Euroregio Jurypreis Bozen Int. Filmfestival 2016
- Der Imker: second Award Bozcaada International Film Festival 2014
- Der Imker: Filmpreis Bozen Film Tage 2014
- Der Imker: Filmpreis Duhok International film festival 2013
- Der Imker: Publikumspreis Der Neue Heimatfilm, Freistadt, Österreich 2013
- Der Imker: Silberpreis Lessinia Filmfestival Italien 2013[13]
- Der Imker: Filmpreis München DOK.deutsch, München DOK.fest 2013[14]
- Der Imker: Prix du Seleure 2013 (Solothurner Filmpreis 2013)[15]
- Unser Garten Eden: Civis Medienpreis 2012[16]
- Alanfal, fragments of life and death: Spezieller Jurypreis Gulf Film Festival Dubai 2011[17]
- Unser Garten Eden: Nominierung, Schweizer Filmpreis Quartz 2011[18]
- Unser Garten Eden: Berner Filmpreis 2010[19]
- Bunte Träume: Musikfilmpreis des Kantons Bern 2003 – Komponist Simon Hostettler
- Gala Preis für Entwicklung von Drehbüchern der Schweizerischen Autorengesellschaft (SSA) 2001
- Triumph of Iron: UBS-Anerkennungspreis an den Solothurner Filmtagen 1999
- Wo Gott schläft: 1. Preis am Unabhängigen Internationalen Filmfestival in Augsburg, Deutschland 1993
- Wo Gott Schläft: Mercedes-Benz Stipendium für das Jahr 1993 1. San Frencisco Film Critics Award 2021 Best movie – USA
- SCORE Bernhard Wicki 2. Award – Audience Award – Emden Film Festival 2021 – Deutschland
- Berner Filmpreis – Bester Spielfilm 2021 – Schweiz
- Best Movie Gangneung Film Festival – 2021 – Südkorea
- Best movie – SIGNIS Film Award – Religion Today Film Festival 2021 – Italien
- Best Film award – CineAlma Film Festival 2021 – Frankreich
- Best Film Award – Terni Film Festival 2021 – Italien
- Warsaw Jewish Film Festival – Special Jury Mention 2021 – Polen
- Premio Utopia Castellinaria International Film Festival 2021 – Schweiz
- Best Script award Red Sea international Film Festival 2021 – Saudi-Arabien
- „Human Values Award“ The Award of Best movie from Greek parliament. Olympia International Film Festival 2021 – Griechenland
- The Award„European Values Award“ Best movie from European Parliament – Olympia International Film Festival 2021 Griechenland
- l’Angelo per il miglior film e il premio della critica (Angel for Best Film & Critics Award) – Terni Film Festival 2021, Italien
- Audience Award – Boston Jewish Film Festival, USA
- Audience award for best feature film in Spokane Jewish Cultural Film Festival-United States, Washington 2022
- Audience Award (Best Feature) " Spokane Jewish Cultural Film Festival 2022
- “Grand Prix” best future Film Mons International Film Festival 2022
- Mons International Film Festival Audience Award 2022
- Best Movie MiWould Milano IFF 2022
- Audience Award MiWorld Milano IFF 2022
- Teacher Jury Award MiWorld Milano IFF 2022
- Best movie Hollywood Arab Film Festival
- Best Actor Hollywood Arab Film Festival
- Best Movie Award in II International Film Festival for Children and Youth “Hero” in Krasnoyarsk, Russland
- Südwind-Award 2022 der Jugendjury at Innsbruck Film Festival Austria 2022
- Bester Film – Amicorti International Filmfestival – Italien 2022
- Best Script in Amicorti International Filmfestival – Italien 2022
- Award for Best actor „Serhed Khalil“ Role „Sero“ in Amicorti International Filmfestival – Italien 2022
- Award for best director – Rotterdam Arab international Film festival Niederlande 2022
- Best Director Award für – Seoul International Schildern Filmfestival – Südkorea 2022
- Award for Best movie Toronto TJFF 2022 – Audience Award – Canada
- Best Movie award Moscow International Kurdish Film Festival 2022 Russland
- Best Movie Award Imago International Film Festival Italien 2022
- Best Script Award Imago International Film Festival Italien 2022
- Audience Award for best movie Neue Heimat International Film Festival Austria 2022
- Jury special Award for best fiction movie Neue Heimat International Film Festival Austria 2022
- Signis PREMIO ESPECIAL DEL JURADO / Award at 11°FICiP Festival Internacional de Cine Político Buenos Aires Argentina 2022
- MENCION ESPECIAL International Jury at Award at 11°FICiP Festival Internacional de Cine Político Buenos Aires Argentina 2022
- Leo Award fot best movie at Kunstfilmfest Schwerin, Deutschland 2022
- Best movie at Imagine India International Film Festival 2022 Madrid, Spanien
- Best script at Imagine India International Film Festival 2022 Madrid, Spanien
- Best Aditing at Imagine India International Film Festival 2022 Madrid, Spanien
- Best Music at Imagine India International Film Festival 2022 Madrid, Spanien
- Best children actor at Imagine India International Film Festival 2022 Madrid, Spanien
- The Awad of youth Jury for the best movie in Famack International arab Film Festival Metz France 2022
- Jury Award best movie META film festival Dubai UAE 2022
- Young Jury Award best movie Hong Kong Asia Film Festival 2022
- Best Movie Award Oslo Arab film days 2023
- Best Movie Santiago de Chile Largos IFF Chile 2023
- Special Jury Award International Film and Human Right Film festival – Barcelona – Spanien 2023
- The award of Norwegian critics Film Prize 2023 as best movie at Haugesund International Film Festival Norwegian

## Belege
1. ↑  Mano Khalil. Frame Film GmbH, abgerufen am 27. August 2018
2. ↑  Über Frame Film. Frame Film GmbH, abgerufen am 27. August 2018.
3. ↑  http://www.bernfilm.ch/1992-wo-gott-schlaeft-11.phtml@1@2Vorlage:Toter+Link/www.bernfilm.ch+(Seite+nicht+mehr+abrufbar,+festgestellt+im+April+2019.+Suche+in+Webarchiven) Datei:Pictogram+voting+info.svg Info:+Der+Link+wurde+automatisch+als+defekt+markiert.+Bitte+prüfe+den+Link+gemäß+Anleitung+und+entferne+dann+diesen+Hinweis.
4. ↑  http://www.bernfilm.ch/2000-triumph-of-iron.phtml@1@2Vorlage:Toter+Link/www.bernfilm.ch+(Seite+nicht+mehr+abrufbar,+festgestellt+im+April+2019.+Suche+in+Webarchiven) Datei:Pictogram+voting+info.svg Info:+Der+Link+wurde+automatisch+als+defekt+markiert.+Bitte+prüfe+den+Link+gemäß+Anleitung+und+entferne+dann+diesen+Hinweis.
5. ↑  http://www.bernfilm.ch/2005-bunte-traeume.phtml@1@2Vorlage:Toter+Link/www.bernfilm.ch+(Seite+nicht+mehr+abrufbar,+festgestellt+im+April+2019.+Suche+in+Webarchiven) Datei:Pictogram+voting+info.svg Info:+Der+Link+wurde+automatisch+als+defekt+markiert.+Bitte+prüfe+den+Link+gemäß+Anleitung+und+entferne+dann+diesen+Hinweis.
6. ↑  http://www.bernfilm.ch/2005-alanfal-im-namen-von-allah-baath-und-saddam.phtml@1@2Vorlage:Toter+Link/www.bernfilm.ch+(Seite+nicht+mehr+abrufbar,+festgestellt+im+April+2019.+Suche+in+Webarchiven) Datei:Pictogram+voting+info.svg Info:+Der+Link+wurde+automatisch+als+defekt+markiert.+Bitte+prüfe+den+Link+gemäß+Anleitung+und+entferne+dann+diesen+Hinweis.
7. ↑  http://www.bernfilm.ch/2006-david-der-tolhildan.phtml@1@2Vorlage:Toter+Link/www.bernfilm.ch+(Seite+nicht+mehr+abrufbar,+festgestellt+im+April+2019.+Suche+in+Webarchiven) Datei:Pictogram+voting+info.svg Info:+Der+Link+wurde+automatisch+als+defekt+markiert.+Bitte+prüfe+den+Link+gemäß+Anleitung+und+entferne+dann+diesen+Hinweis.
8. ↑  Archivierte Kopie (Memento des Originals vom 21. Februar 2009 im Internet Archive)  Info: Der Archivlink wurde automatisch eingesetzt und noch nicht geprüft. Bitte prüfe Original- und Archivlink gemäß Anleitung und entferne dann diesen Hinweis.
9. ↑  http://www.derbund.ch/zeitungen/bernseite/Das-Ehepaar-Barka-und-sein-Garten/story/24936351
10. ↑  http://www.derbund.ch/kultur/diverses/Im-Paradies-wird-gegrillt/story/16916240
11. ↑  http://www.dokfest-muenchen.de/filme_view_web.php?fid=5923
12. ↑  http://www.framefilm.ch/index.php?id=79
13. ↑  http://www.buero-dlb.ch/de/archiv/film-video-audiovisuelles-design-und-museumsgestaltung/mano-khalil-der-imker-gewinnt-die-lessinia-dargento-fuer-die-beste-regie-am-lessinia-film-festival
14. ↑  http://unternehmen.srf.ch/Nachrichten/Archiv/2013/05/16/Unternehmen/Medienmitteilungen-2013/Mano-Khalils-Der-Imker-gewinnt-die-Auszeichnung-Viktor-DOK.deutsch-2013@1@2Vorlage:Toter+Link/unternehmen.srf.ch+(Seite+nicht+mehr+abrufbar,+festgestellt+im+April+2019.+Suche+in+Webarchiven) Datei:Pictogram+voting+info.svg Info:+Der+Link+wurde+automatisch+als+defekt+markiert.+Bitte+prüfe+den+Link+gemäß+Anleitung+und+entferne+dann+diesen+Hinweis.
15. ↑  sda/rots: Solothurner Filmtage - Preisverleihung an den Solothurner Filmtagen im Zeichen der Biene - Kultur - SRF. In: srf.ch. 31. Januar 2013, abgerufen am 29. Februar 2024.
16. ↑  http://www.swissfilms.ch/de/information_publications/news/-/id_news/4623/teaser/1
17. ↑  http://www.gulffilmfest.com/index.php/en/movie_details/al-anfal-fragments-of-life-and-death/10160/2011@1@2Vorlage:Toter+Link/www.gulffilmfest.com+(Seite+nicht+mehr+abrufbar,+festgestellt+im+September+2019.+Suche+in+Webarchiven) Datei:Pictogram+voting+info.svg Info:+Der+Link+wurde+automatisch+als+defekt+markiert.+Bitte+prüfe+den+Link+gemäß+Anleitung+und+entferne+dann+diesen+Hinweis.
18. ↑  Archivierte Kopie (Memento des Originals vom 18. März 2011 im Internet Archive)  Info: Der Archivlink wurde automatisch eingesetzt und noch nicht geprüft. Bitte prüfe Original- und Archivlink gemäß Anleitung und entferne dann diesen Hinweis.
19. ↑  http://www.garten.ch/unser-garten-eden/berner-filmpreis-fuer-garten-eden

| Personendaten    | Personendaten                                          |
| ---------------- | ------------------------------------------------------ |
| NAME             | Khalil, Mano                                           |
| KURZBESCHREIBUNG | syrisch-kurdischer Kameramann, Regisseur und Produzent |
| GEBURTSDATUM     | 1964                                                   |
| GEBURTSORT       | Qamishli, Syrien                                       |